# Ophiuche variabilis
Ophiuche variabilis là một loài bướm đêm trong họ Erebidae.